# ميروسلاف مانولوف
ميروسلاف مانولوف (بالبلغارية: Мирослав Манолов)‏ (20 مايو 1985 في بلغاريا - ) هو لاعب كرة قدم بلغاري في مركز الهجوم. شارك مع منتخب بلغاريا تحت 21 سنة لكرة القدم. أما مع النوادي، فقد لعب مع سسكا صوفيا ونادي تارغو موريش ونادي تشيرنو مور فارنا ونادي ليتكس لوفتش وPFC Chernomorets Burgas Sofia ‏.

## وصلات خارجية
- ميروسلاف مانولوف على موقع قاعدة بيانات كرة القدم.إي يو (الإنجليزية)
- ميروسلاف مانولوف على موقع Soccerway.com (الإنجليزية)